# François Gagnepain
Pour les articles homonymes, voir Gagnepain.
François Gagnepain (1866-1952) est un botaniste français.

## Biographie
Membre de la Société botanique de France, il en devient le président en 1934. Il est l'auteur de diverses études spécialisées.

## Publications
- Hybrides des Galeopsis angustifolia et dubia observés à Cercy-la-Tour (Nièvre), 1889.
- Topographie botanique des environs de Cercy-la-Tour (Nièvre), Société d'histoire naturelle d'Autun, 1900.
- Contribution à l'étude du pollen des Géraniacées, 1903, Extrait des Comptes rendus du Congrès des sociétés savantes, 1902.
- Les Zingibéracées de l'herbier Bodinier, 1903.
- Contributions à la flore de l'Asie orientale, en collaboration avec Achille Eugène Finet, 1905.
- Flore générale de l'Indochine, 1923.
- Flore du Cambodge, du Laos et du Vietnam. 1, Sabiacées, par François Gagnepain et Jules Vidal, 1960.